# کاراول

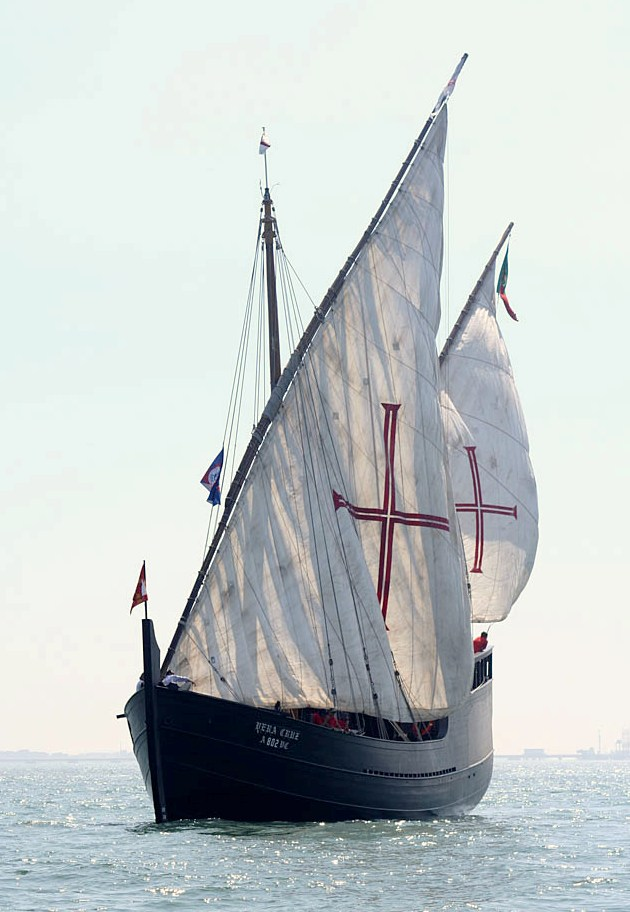
نمونه‌ای از یک کاراول پرتغالی

کاراول (Caravel) یا کاروِل (Carvel) نوعی کَشتیِ سبک‌وزنِ دو یا سه دکله با بادبان‌هایی سه‌گوش است که بر اساس آن دیگر انواع کشتی‌های بادبانی چون گالئون ساخته شد. - در سده‌های ۱۵، ۱۶ و ۱۷ میلادی رواج زیادی برای مسافرت‌های طولانی داشت.

## تاریخچه
کشتی‌های کاراول، نخست در سدهٔ سیزدهم در اندلس رواج پیدا کرد و قبل از آن در کشورهای عربی با نام القریب وجود داشت که واژه کاراول هم از روی آن به وجود آمده‌است. به لطف کاراول‌ها تاجران مسلمان توانستند از بندر بصره تا نقاط دور دریای جاوه و دریای چین جنوبی سفر کنند و به تجارت بپردازند. پس از تسلط دوبارهٔ اروپاییان بر اسپانیا این کشتی‌ها وارد ناوگان دریایی اسپانیا گشت. این کشتی‌ها ۲۳ متر طول و گاه تا ۱۶۰ تن وزن داشتند و دارای ۲ یا ۳ دکل بودند که بادبان‌هایی سه‌گوش را بر آنان می‌افراشتند. بعدتر دکل چهارمی نیز به کاراول‌ها اضافه شد که بادبانی چهارگوش داشت تا در برابر باد به اهتزاز درآید. همچنین بدنهٔ این کشتی‌ها حالتی مدور داشت و دماغه و قسمت عقب آن مرتفع بود.
مهمترین برتری کاراول‌ها نسبت به دیگر کشتی‌ها قابلیت آنها در حرکت در خلاف جهت باد و رسیدن به سرعتی قابل توجه بود و همین موضوع سبب شد تا پرتغالی‌ها با کمک کشتی‌های جدیدشان بتوانند نخستین غربی‌هایی باشند که به سواحل آفریقا دست یافتند.
کاراول‌ها در عصر کاوشِ اروپاییان نقشی اساسی داشتند چنان‌که دو کشتی از سه کشتی کریستف کلمب به نام‌های پینتا و نینا در سفر اکتشافی تاریخی او در ۱۴۹۲ از نوع کاراول بود.